# Becerril de la Sierra
Becerril de la Sierra ist eine zentralspanische Gemeinde (municipio) mit 6.573 Einwohnern (Stand: 2024) im Norden der Autonomen Gemeinschaft Madrid. 

## Lage
Pedrezuela grenzt an die Gemeinden El Boalo, Collado Mediano, Colmenar Viejo, Hoyo de Manzanares, Manzanares el Real, Moralzarzal und Navacerrada.

## Bevölkerungsentwicklung
| 1842 | 1900 | 1950 | 1981 | 1991 | 2001 | 2011 |
| ---- | ---- | ---- | ---- | ---- | ---- | ---- |
| 339  | 595  | 713  | 1401 | 1905 | 3733 | 5270 |